# 가평 현등사 동종
가평 현등사 동종(加平 懸燈寺 銅鍾)은 대한민국 경기도 가평군, 현등사 사찰에 있는 조선시대의 종이다. 2012년 12월 27일 대한민국의 보물 제1793호로 지정되었다.

## 개설
범종이 본래 있던곳은 고려 때 창건한 봉선사로, 조선 제7대 세조의 명복을 빌기 위하여 1469년(예종 1)에 정희왕후(貞喜王后)의 발원으로 중창된 사찰이다. 이후 1592년(선조 25) 임진왜란으로 봉선사의 법당이 소실되자, 1613년(광해군 5)에 다시 중수하고 1619년에 이 범종을 주성하여 소장하여 왔다. 그러나 1950년 한국전쟁이 일어나 봉선사가 위험해지자 말사인 현등사로 옮겨 현재에 이르고 있다.

## 개요
이 동종은 원래 현등사의 본사인 남양주 봉선사에 봉안되어 있었던 것인데, 일제강점기에 현재의 현등사로 옮겨온 것으로 알려져 있다. 이 종은 73.5cm의 아담한 크기로, 종신(鍾身)을 여러 개의 구획선으로 나누고 그 안에 연잎무늬, 당초무늬, 파도무늬 등을 화려하게 새겨 넣어 장식성을 강조한 범종이다. 두 마리 용이 서로 등을 맞대어 몸을 꼬아 만든 용뉴는 안정감을 주고, 두 발을 힘차게 내디뎌 천판을 들어 올리는 모습에서 역동감을 느낄 수 있다. 둥근 곡면을 이루는 천판에서부터 종의 입으로 내려오면서 조금씩 그 폭을 넓힌 종의 형태도 아름답다.
이 종은 고려 후기 연복사 종에서 비롯된 중국종 양식을 따르고 있다. 특히 종의 중심부를 세 개의 융기선으로 구획하고 천판에서 종의 입 사이에 다양한 무늬를 시문하였는데, 작은 마름모꼴의 연곽에 구슬 모양의 연꽃봉우리라든가, 천판의 내림연꽃이 중앙을 향해 보상화문처럼 말려든 형태와 그 위로 표현된 구슬무늬, 종복(鍾腹)에 크게 자리잡은 역동적인 연화당초무늬, 그리고 하대에 표현된 물거품이 일렁이는 파도무늬 등의 장엄적인 요소는 1469년 작 남양주 봉선사 동종(보물 제397호)이나 흥천사명 동종(보물 제1460호), 그리고 1491년 작 합천 해인사 동종(보물 제1253호) 등 조선전기의 왕실발원 범종의 전통을 따르고 있다. 원래 이 종을 소장했던 봉선사 또한 왕실의 원찰이었기 때문에, 이전에 만들어진 궁중양식 범종의 여러 가지 요소가 반영된 것으로 이해된다.
종의 배 부분에는 반듯한 해서체로 주종기를 돋을새김하였다. 주종기는 1619년(광해군 11)에 천보(天寶)가 짓고 새기기까지 했으며, 종을 만들게 된 연유, 종 제작에 사용된 재료의 양과 무게, 발원하는 내용, 참여한 사람 등을 질서 있게 적었다. 주종장은 일반적으로 주종기를 작성한 천보로 보고 있는데, 그는 조선후기 승려 주종장(鑄鍾匠) 가운데 유일하게 임진왜란 이전부터 활동했던 인물로 알려져 있어, 임진왜란을 전후한 시기의 승장의 계보나 범종의 양식 흐름을 파악하는 데 중요한 인물이다.
이 종은 1619년에 조선 전기 궁중양식 범종의 전통을 계승하여 제작된 범종이며, 주조상태도 양호하고 역동적이고 생동감이 있는 무늬들을 조화롭게 배열하여 범종에 생명력을 불어 넣었다. 이 종은 여러 가지 측면에서 조선후기 범종 연구에 중요한 자료이다.

## 특징
현등사 동종은 임진왜란 이후 17세기 초반에 사찰에서 제작된 첫 범종으로서, 종의 외형이 중국 범종 양식을 모방하면서도 부분적으로 한국 종의 문양요소가 반영된 조선 중기 한·중 혼합 양식의 모범적인 조형성을 보여주는 특징을 지니고 있다.

## 의외의 평가
현등사 동종은 조성 연대가 명확히 밝혀져 있고, 고견사동종(1630년) 및 보광사종(1634년)과 매우 유사한 형상을 보여줌으로써 조선 중기 범종의 조형성과 주조 기법 등을 연구하는 데 중요한 편년 자료를 제공해주는 수작이다. 또한 이 종을 필두로 병자호란을 거치면서 대대적인 사찰불사와 더불어 17세기 한국 종의 부흥기를 맞이하게 된다는 점에서 한국 종 연구에 귀중한 자료이다.

## 사진

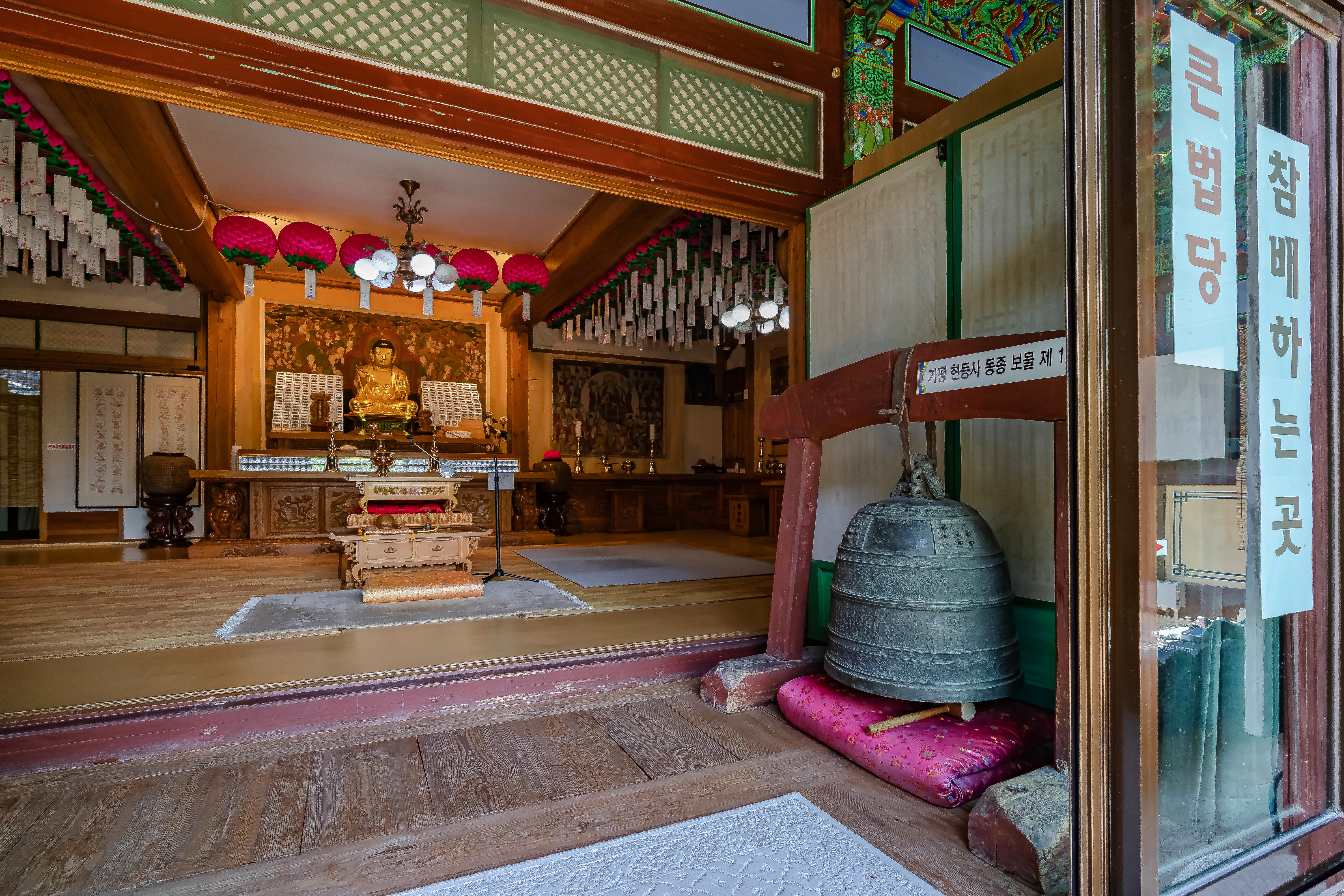
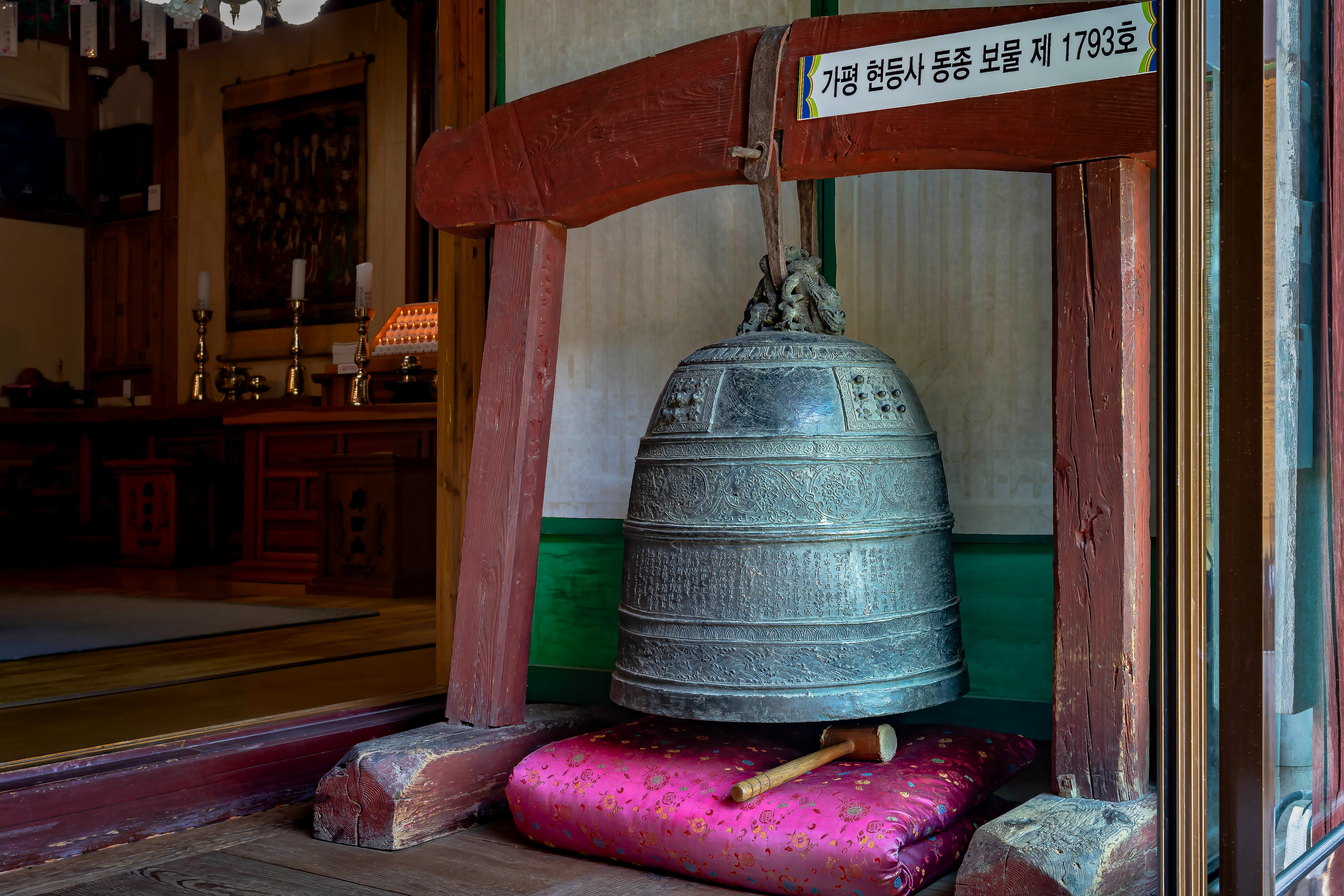
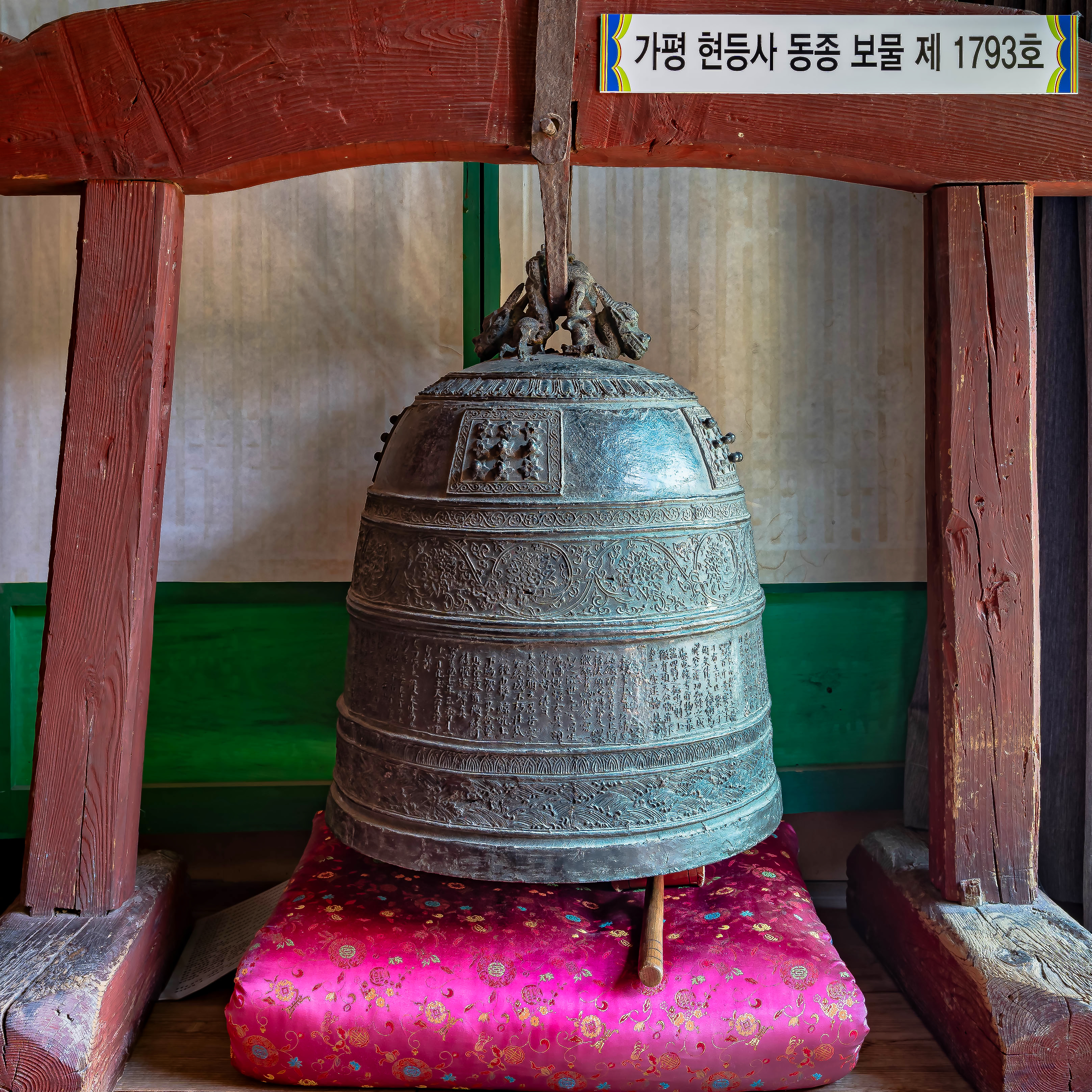
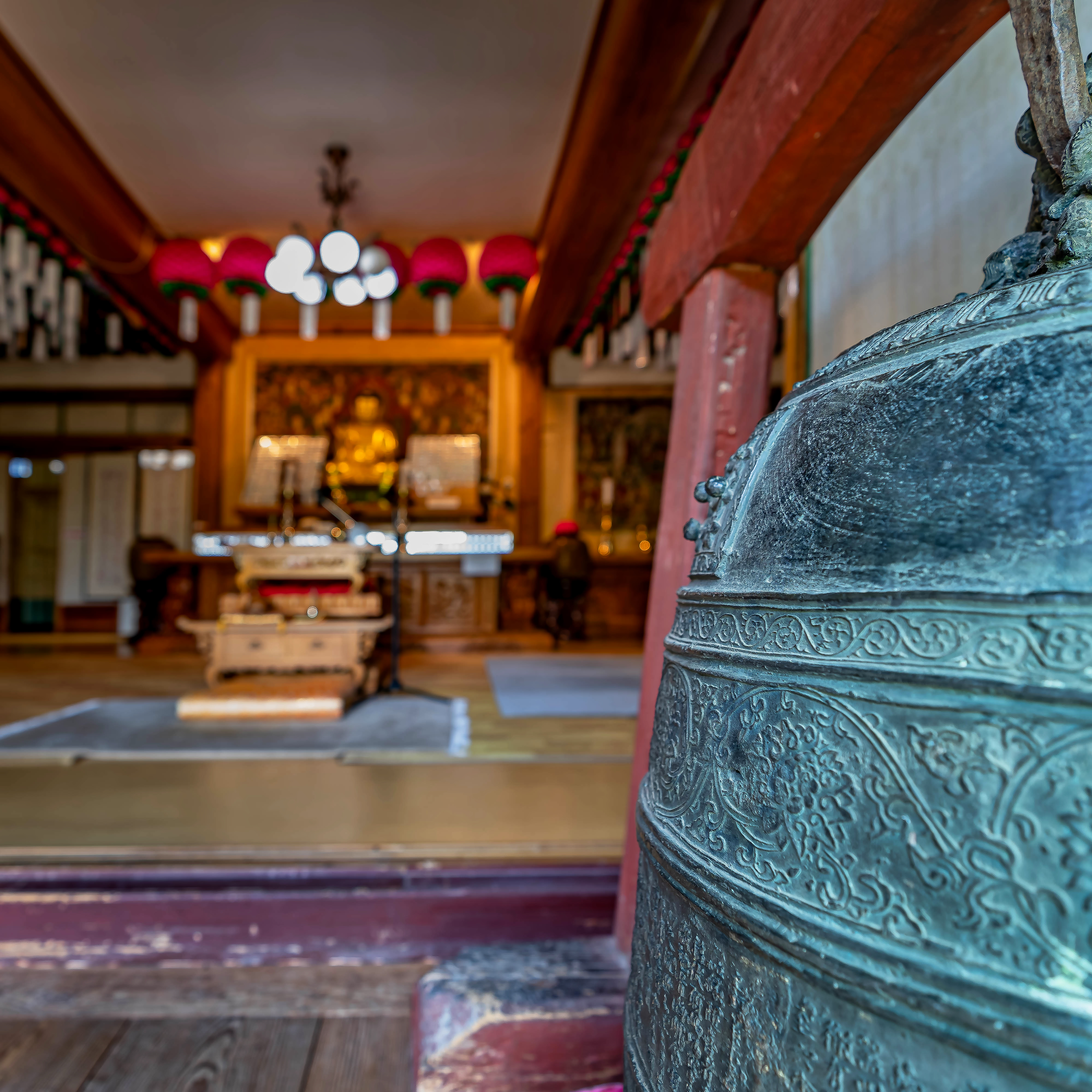

## 같이 보기
- 현등사

## 참고 자료
- 가평 현등사 동종 - 문화재청 국가문화유산포털
- 가평 현등사 동종 - 한국민족문화대백과사전
- 가평 현등사 동종 - 디지털가평문화대전
- 가평 현등사 동종 보관됨 2021-08-10 - 웨이백 머신 - 경기문화재연구원
- 현등사 소장 봉선사종 - 가평문화원 보관됨 2021-08-10 - 웨이백 머신
- 가평 현등사 동종 - 경기도메모리
- 「현등사종」(『한국의 범종 탁본전』,직지성보박물관,2003)
- 「현등사종」(염영하,『한국의 종』,서울대학교 출판부,1991)